# 垂直尾翼

B-29 スーパーフォートレス の単一垂直尾翼（赤の部分を指す）

垂直尾翼（すいちょくびよく、英語: Vertical stabilizer）またはフィン（英語: fin）は、飛行機を始めとする航空機の尾翼の一種で、垂直についている部分。潜水船・高速自動車・ホバークラフト等にも設けられることがある。

## 概要

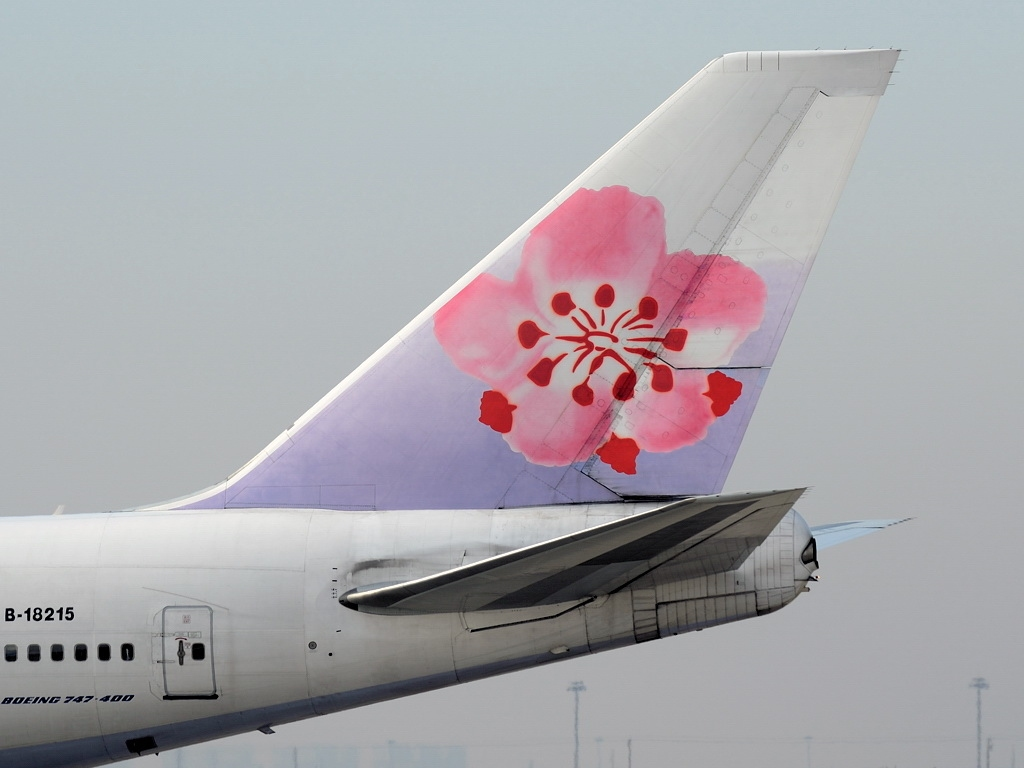
旅客機の垂直尾翼

小さな（よって軽い）尾翼で十分なモーメントを発生できるように、普通は重心から離れた位置に取りつけられる。
いわゆる風見安定によって、航空機がヨー方向への安定性を保つ働きをする。胴体上部に取り付けられる一般的な垂直尾翼の場合、ロール方向の静安定を強める効果もある。垂直尾翼は単純に発生する揚力で効果を推し量ることができないため、その指標として垂直尾翼容積という値が使用される。
機体の中心線上に1枚備わるものが基本だが、機体規模から必要となった面積と比較して全体の空力や強度構造の最適化から求められたり、格納庫の扉や天井高さなどの制約によって、左右に並べて2枚備える場合（F-15 イーグルなど）、3枚備える場合（ロッキード コンステレーションなど）、4枚備える場合(E-2)もある。その他の部位の空力との兼ね合い、またはステルス性確保のため、垂直尾翼が真上向けの文字通りの「垂直」ではなく、2枚構成でかつ外側か内側へ向けて傾斜して装備される機体もある（F/A-18 ホーネットなど）。

## 種類

### シングル・スタビライザー

#### 従来の尾翼

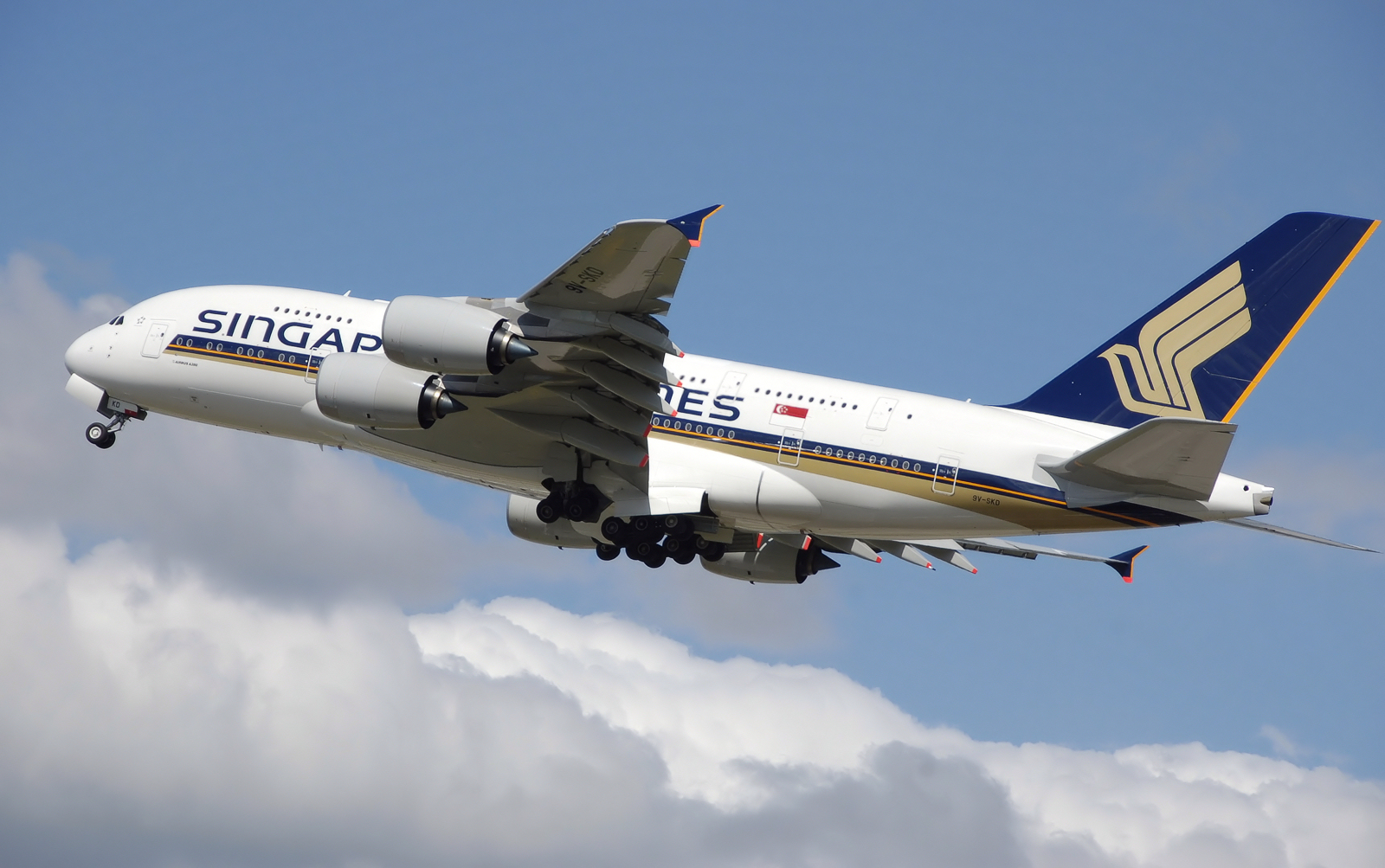
エアバスA380の従来の尾翼

垂直尾翼は正確に垂直に取り付けられ、スタビライザーは尾翼（後部胴体）に直接取り付けられている。これは最も一般的な垂直尾翼の構成。

#### T字尾翼

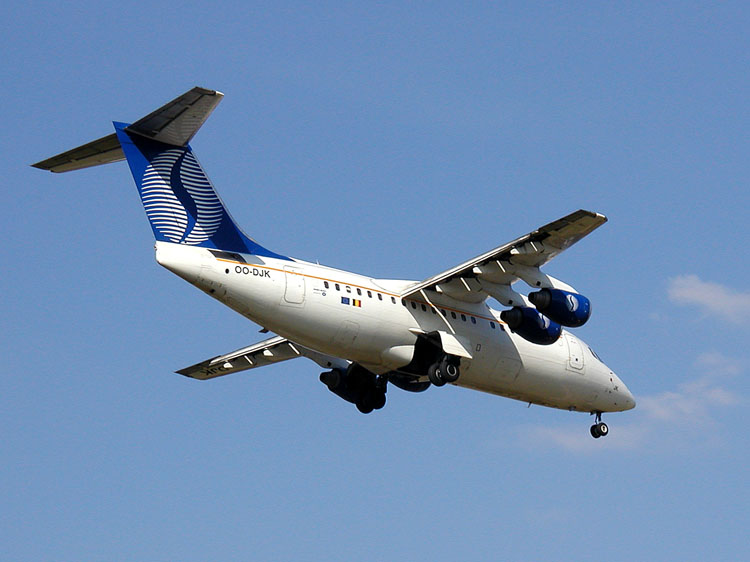
アブロ RJ-85のT字尾翼

T尾翼は、垂直尾翼の上部に水平尾翼が取り付けられる。これは、ボンバルディア CRJ、フォッカー70、ボーイング727、ビッカース VC10、ダグラスDC-9などのリアエンジン航空機、およびほとんどの高性能グライダーでよく見られる。

#### 十字尾翼
十字形の尾翼は十字架のように配置されており、水平尾翼が中央付近で垂直尾翼と交差する最も一般的な構成。

### マルチ・スタビライザー

#### ツインテール

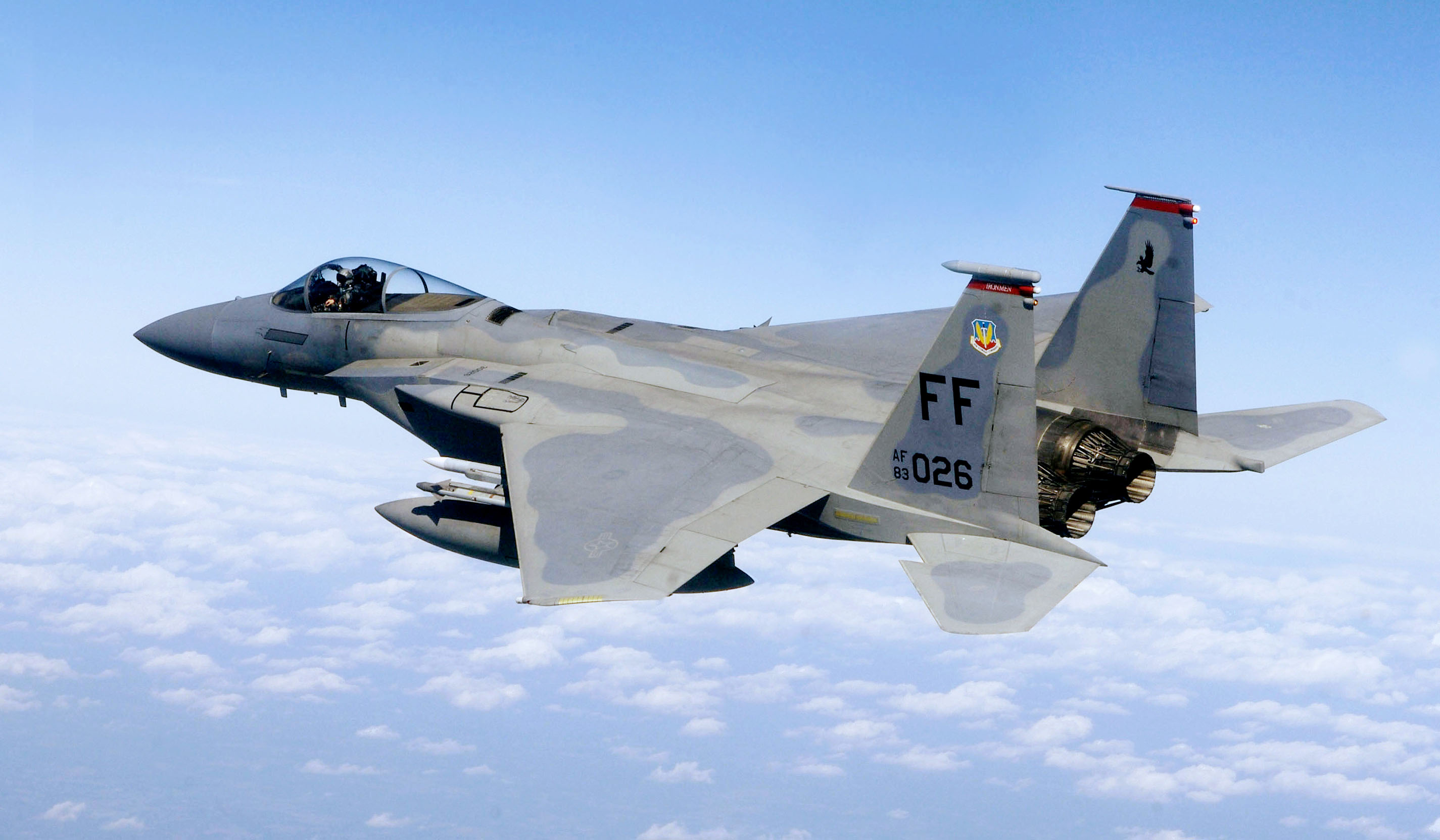
F-15 イーグルの2枚垂直尾翼

ツインテール（双尾翼）航空機には、2つの垂直尾翼が取り付けられている。これらは垂直に配置され、水平尾翼の付け根と交差するように取り付けられている事例が多い。
ビーチクラフト モデル 18と、アメリカのF-14トムキャット、F-15イーグル、F/A-18 ホーネットなどの多くの最新の軍用機はこの構成を使用している。
F/A-18 ホーネット、F-22ラプターおよびF-35ライトニングIIには、水平操縦翼面としても機能できる角度まで、外側に傾斜した垂直尾翼がある。この二機種は、離陸時にラダーを内側に偏向させてピッチングモーメントを増加させるように設計されている。

#### トリプルテール

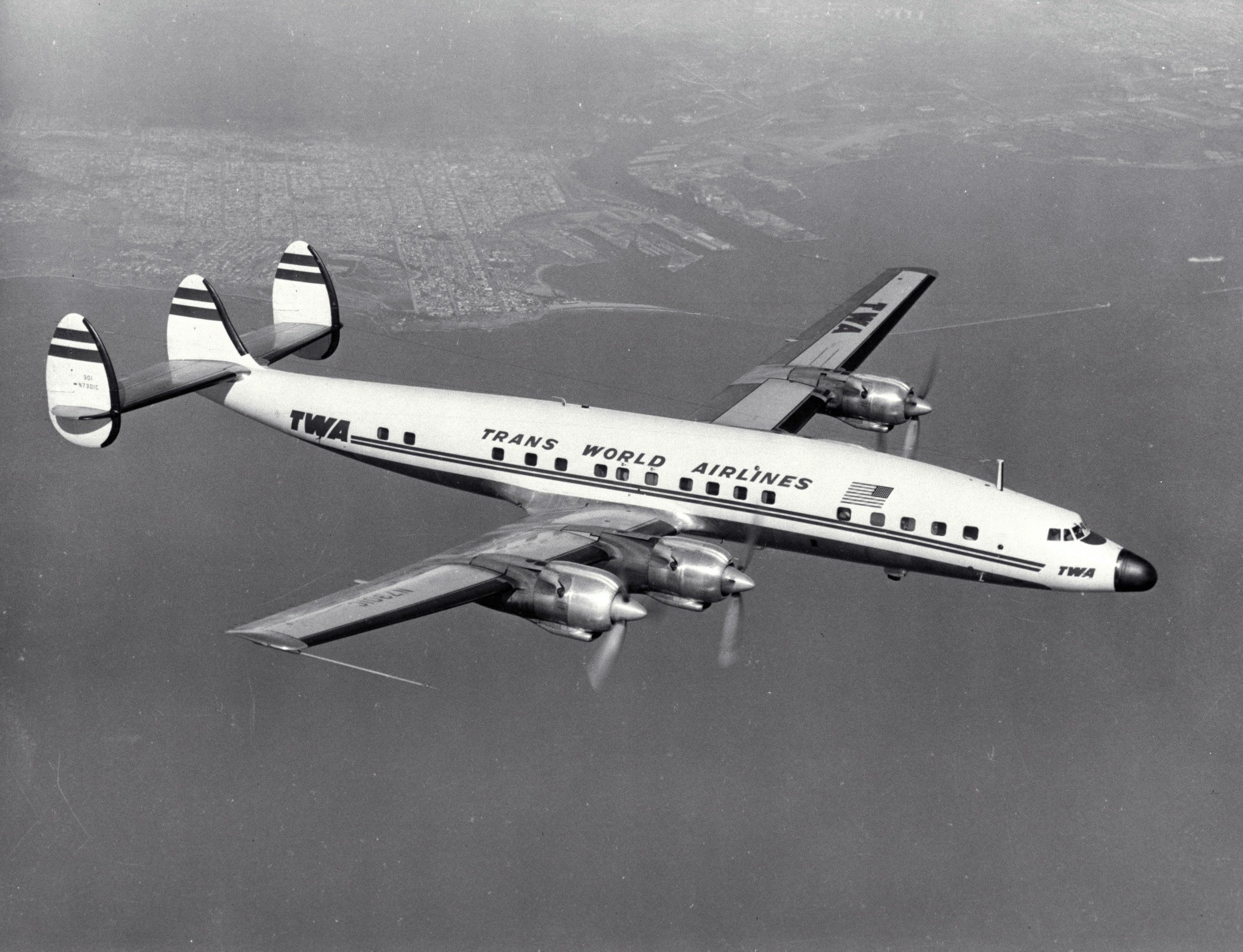
ロッキード コンステレーションの3枚垂直尾翼

ツインテールのバリエーションで、3枚の垂直尾翼がある。この配置を採用した実例はロッキードコンステレーションである。コンステレーションでは、メンテナンス格納庫に収まるように全高を十分に低く保ちながら、飛行時に最大の垂直尾翼領域をもたらすために3枚配置が採用された。

#### クワッドテール

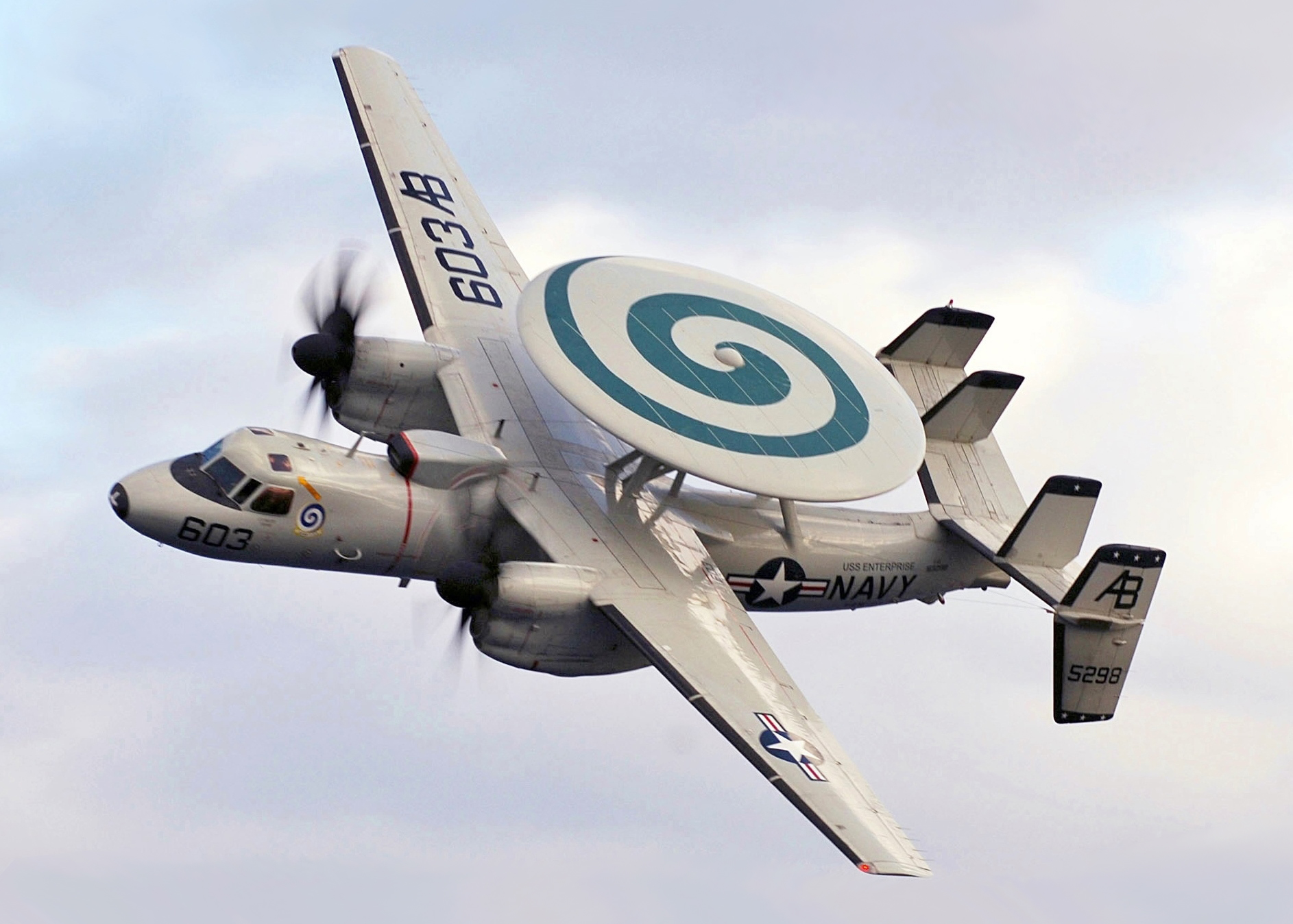
E-2 ホークアイの4枚垂直尾翼

4つの垂直尾翼を備えたツインテールの別のバリエーション。最も顕著な例は、米国海軍が使用するノースロップグラマンE-2ホークアイAEW＆C航空機。

#### V字尾翼
V尾翼には、明確な垂直尾翼または水平尾翼がない。同時に方向舵（ラダー）と昇降舵（エレベーター）を兼ねる事となり、ラダーベーターとして知られている操縦翼面に統合される。配置は文字Vのように見え、蝶の尾としても知られている。ボナンザモデル35はこの構成を使用する。F-117 ナイトホーク、ノースロップYF-23およびリチャード・シュレーダーのHPシリーズの自家製グライダーの多くも同様である。

#### ウィングレット
ウィングレットは、バート・ルータンのカナードプッシャー式であるVariEzeとLong-EZで二重の役割を果たし、ウィングチップデバイスと垂直尾翼の両方として機能した。これらおよび他の同様の航空機のいくつかの他の派生物は、この設計要素を使用する。

## 固定翼機
固定の垂直安定板（英語: vertical stabilizer）と、後縁にある可動の方向舵（英語: rudder）で構成される。
- 着陸進入時など、横風を受けながら飛ぶときは方向舵を作動させて（切って）まっすぐに飛ぶ。横風着陸も参照。
- 旋回飛行中、方向舵を切ることで力のつりあいを保つ。

垂直安定板は、しばしばフィン（英語: fin、鰭（ひれ）の意味）と呼ばれることもある。

### ベントラルフィン

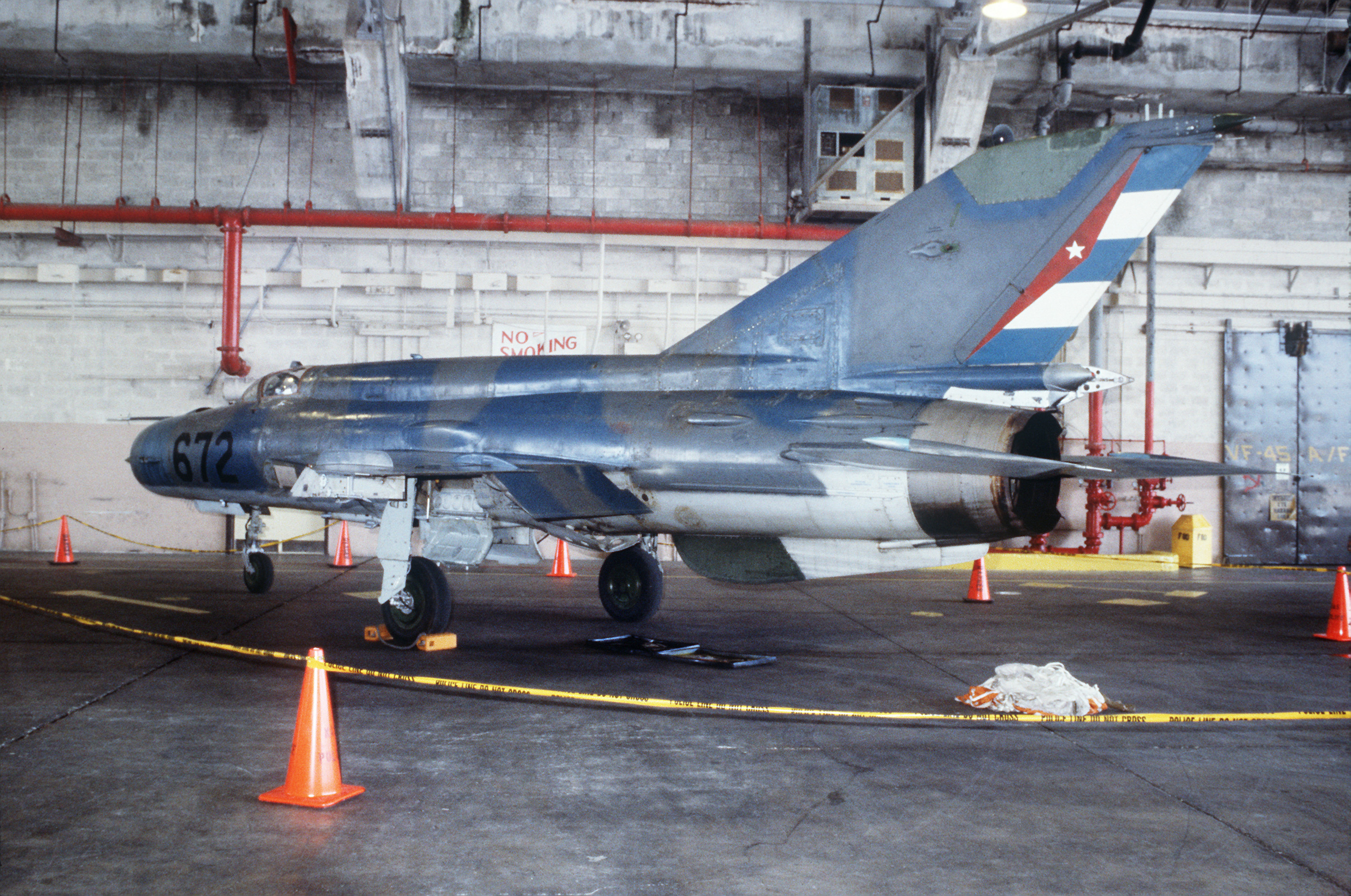
キューバ空軍のMiG-21bis LAZUR

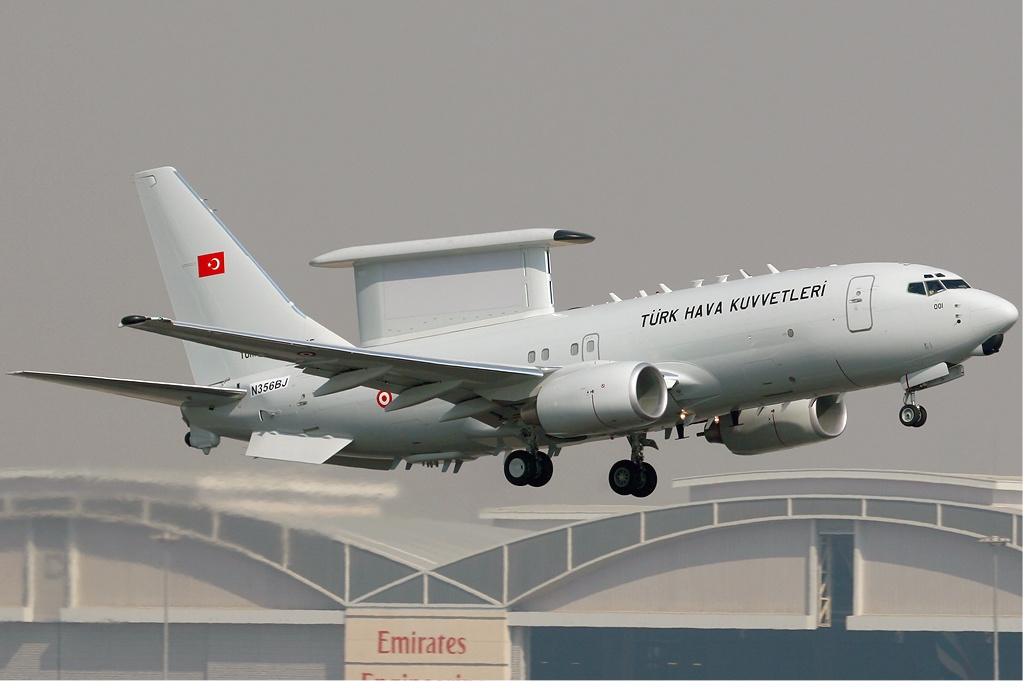
トルコ空軍のE-7

高迎え角で機動を行うジェット戦闘機や風の影響を受けやすい巨大レドームを持つ早期警戒管制機などでは、通常の垂直安定板だけでは横方向の安定性が不足することがある。この対策として、既存の垂直安定板を増積（大型化）するよりも、機体下部に下向けて第2の垂直安定板を追加したほうが小型の安定板で大きな安定効果を得ることができる場合がある。この機体下部に備えられた小型の垂直安定板をベントラルフィン（英語: ventral fin、腹びれ）と呼ぶ。
ベントラルフィンの装着方法としては、F-105 サンダーチーフやMiG-21 フィッシュベット、零戦のように機体中心線に1枚の場合もあれば、F-8 クルセイダーやE-7、F-16のように機体下部左右に振り分けて2枚の場合もある。ベントラルフィンが装着される機体後部下側は、離着陸時に地面と接近する箇所なため、あまり上下方向に大型化することは難しい。MiG-23 / MiG-27やXF8U-3のように、離着陸時に左右方向へ折り畳める機構を組み込んでいる機体もある。
事例は少数だが、胴体から離れた主翼の中ほどやナセルにベントラルフィンが装着されている機体もある。

## 回転翼機

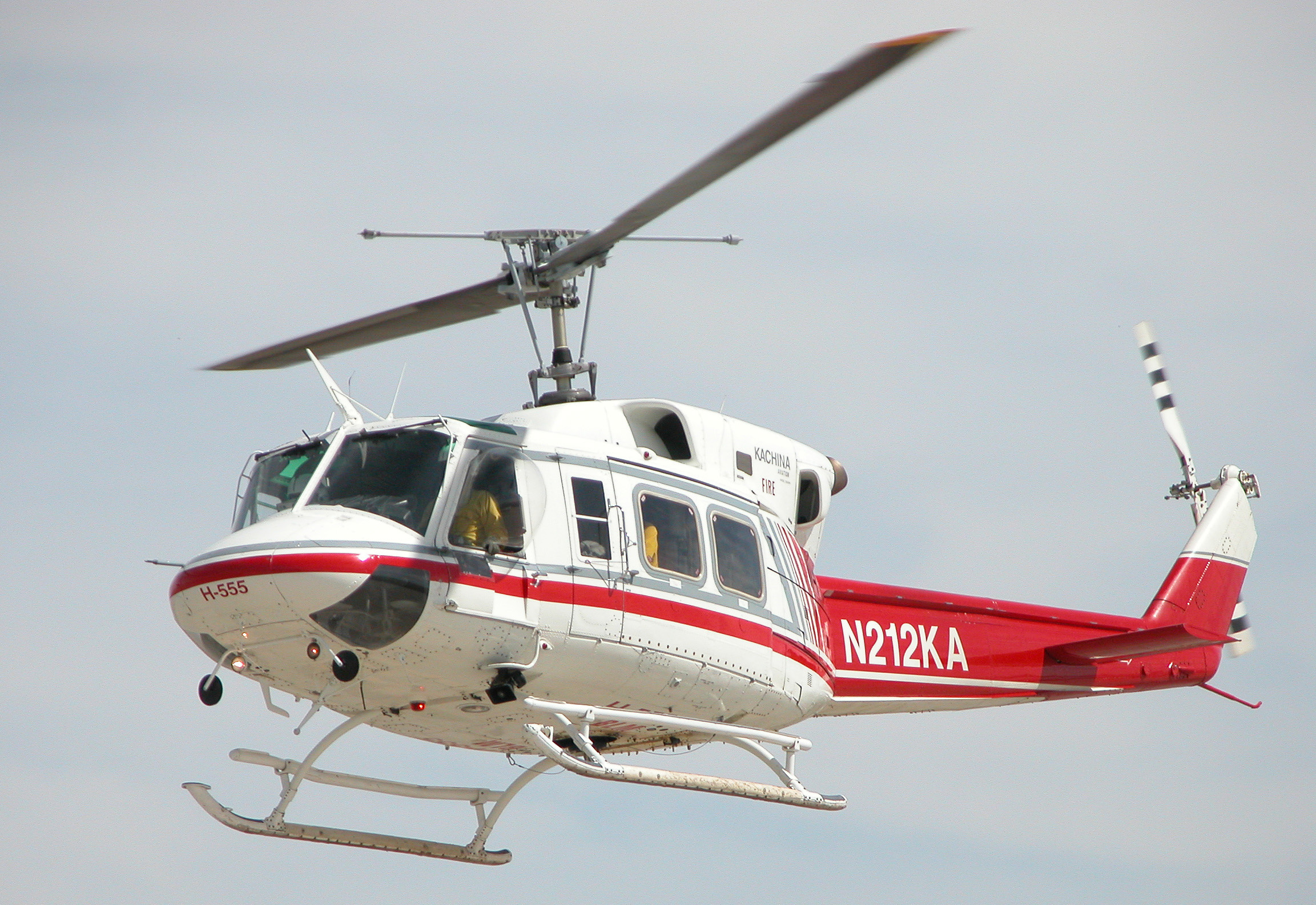
方向舵の無いベル 212

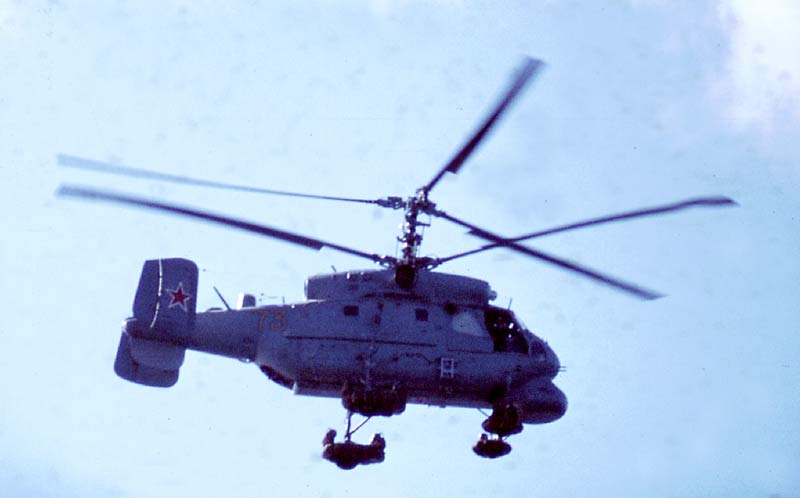
垂直尾翼に方向舵を持つ回転翼機Ka-25 ホーモン

ヘリコプターなどの回転翼機ではテイルローターを持つ機種がほとんどであるため、垂直安定板のみの垂直尾翼となっていることが多く、方向舵を持つ機体は少ない。また、テイルローターによって常に機首方向を維持していることと、固定翼機に比べて巡航速度が低いことから、垂直尾翼による風見効果はさほど期待されておらず、固定翼機に比べて小型である。
方向舵を持つ機種（テイルローターを持たない回転翼機）
- 二重反転式ローターを持つカモフ機
- オートジャイロ

## 無尾翼機
いわゆる無尾翼機は、水平尾翼を廃した航空機（固定翼機）の事であるが、さらに垂直尾翼を廃した例もある。垂直尾翼を廃した航空機は、スポイラーによってヨー制御を行う。
- YB-35
- B-2
- Ho229

## 参考書籍
- 『世界の傑作機144 リパブリックF-105サンダーチーフ』文林堂、2011年。ISBN 978-4-89319-197-7。